# G-20 topmøder
Følgende er en liste over G-20 topmøder.

## Stats-og regeringscheferne
| År   | #    | Dato            | Land           | By                        | Leder                |
| ---- | ---- | --------------- | -------------- | ------------------------- | -------------------- |
| 2008 | 1.-  | 14–15 november  | USA            | Washington, D.C.          | George W. Bush       |
| 2009 | 2.-  | 2. april        | Storbritannien | London                    | Gordon Brown         |
| 2009 | 3.-  | 24–25 september | USA            | Pittsburgh                | Barack Obama         |
| 2010 | 4.-  | 26–27 juni      | Canada         | Toronto                   | Stephen Harper       |
| 2010 | 5.-  | 11–12 november  | Sydkorea       | Seoul                     | Lee Myung-bak        |
| 2011 | 6.-  | 3–4 november    | Frankrig       | Cannes                    | Nicolas Sarkozy      |
| 2012 | 7.-  | 18–19 juni      | Mexico         | Los Cabos                 | Felipe Calderón      |
| 2013 | 8.-  | Juni            | Rusland        | Strelna, Saint Petersburg | Vladimir Putin       |
| 2014 | 9.-  | 15-16 november  | Australien     | Brisbane                  | Tony Abbott          |
| 2015 | 10.- | 15-16 november  | Tyrkiet        | Serik                     | Recep Tayyip Erdoğan |
| 2016 | 11.- | 4-5 september   | Kina           | Hangzhou                  | Xi Jinping           |
| 2017 | 12.- | 7-8 juli        | Tyskland       | Hamburg                   | Angela Merkel        |
| 2018 | 13.- | TBA             | Argentina      | Buenos Aires              |                      |

## Finansministre og centralbankchefer
Fed tekst angiver at mødet var samtidig med et G-20 topmøde.
| År   | Sted                       | Dato      | Note                                                 |
| ---- | -------------------------- | --------- | ---------------------------------------------------- |
| 1999 | Berlin, Tyskland           |           |                                                      |
| 2000 | Montreal, Canada           |           |                                                      |
| 2001 | Ottawa, Canada             |           |                                                      |
| 2002 | New Delhi, Indien          |           |                                                      |
| 2003 | Morelia, Mexico            |           |                                                      |
| 2004 | Berlin, Tyskland           |           |                                                      |
| 2005 | Beijing, Kina              |           |                                                      |
| 2006 | Melbourne, Australien      |           | Hovedartikel: G-20 ministermødet i 2006.             |
| 2007 | Cape Town, Sydafrika       |           |                                                      |
| 2008 | São Paulo, Brasilien       |           |                                                      |
| 2009 | Horsham, Storbritannien    | Marts     |                                                      |
| 2009 | London, Storbritannien     | September |                                                      |
| 2009 | St Andrews, Storbritannien | November  |                                                      |
| 2010 | Incheon, Sydkorea          | Februar   |                                                      |
| 2010 | Toronto, Canada            | Juni      |                                                      |
| 2010 | Seoul, Sydkorea            | November  |                                                      |
| 2011 | Paris, Frankrig            | Februar   |                                                      |
| 2011 | Washington, D.C., USA      | April     |                                                      |
| 2011 | Washington, D.C., USA      | September | Som en del af det årlige møde i IMF og Verdensbanken |
| 2011 | Paris, Frankrig            | Oktober   |                                                      |
| 2011 | Cannes, Frankrig           | November  |                                                      |
| 2012 | Mexico City, Mexico        | Februar   |                                                      |
| 2012 | Washington, D.C., USA      | April     |                                                      |

## Arbejds- og beskæftigelsesministre
- 2010:  Washington, D.C., USA[10]
- 2011:  Paris, Frankrig[11]
- 2012:  Guadalajara, Mexico[12]